# Malacocottus
Malacocottus is een geslacht van straalvinnige vissen uit de familie van psychrolutiden (Psychrolutidae). Het geslacht is voor het eerst wetenschappelijk beschreven in 1890 door Bean.

## Soorten
- Malacocottus aleuticus (Smith, 1904)
- Malacocottus gibber Sakamoto, 1930
- Malacocottus kincaidi Gilbert & Thompson, 1905
- Malacocottus zonurus Bean, 1890